# Luis Conte
Luis Conte (16 november 1954) is een Cubaans percussionist, die acts heeft gesteund als James Taylor, Madonna, Pat Metheny Group, Eric Clapton, Carlos Santana, Phil Collins, Rod Stewart en Shakira. Hij emigreerde naar Los Angeles in 1967, waar hij naar het Los Angeles City College ging om muziek te studeren en zich inleefde in de muziekgemeenschap. Conte begon zijn muziekcarrière als studiomuzikant voor latin jazz-acts als Caldera. Zijn live-optreden en toercarrière namen een hoge vlucht toen hij in de jaren 1980 lid werd van Madonna's toeringband. Tot op heden heeft Conte een buitengewoon succesvolle carrière opgebouwd, waaronder componeren en spelen in de band van Dancing with the Stars van ABC TV tussen tientallen of honderden andere tv- en filmprojecten.

## Biografie
Als kind in Cuba begon Conte zijn muzikale odyssee met gitaar spelen. Al snel schakelde hij echter over op percussie en dat is sindsdien zijn voornaamste instrument gebleven.
Hij werd in 1967 door zijn ouders naar Los Angeles gestuurd om te voorkomen dat hij gedwongen zou worden om in het Cubaanse leger te dienen. Dit was een keerpunt in Conte's leven, aangezien de muzikale gemeenschap in Los Angeles in deze periode behoorlijk levendig was. Het was tijdens deze periode dat hij studeerde aan het Los Angeles City College.
Conte bewees dat hij muzikaal veelzijdig was en in 1973 speelde hij regelmatig in lokale clubs. Hij werd al snel een drukke studiomuzikant en gedurende de jaren 1970 speelde hij in de latinjazzband Caldera.
In de jaren 1980 toerde Conte met verschillende muzikanten, waaronder Madonna, gitarist Al Di Meola en Andy Narell. Zijn debuut als bandleider kwam in 1987, toen hij La Cocina Caliente uitbracht, met daarin een gelatiniseerde versie van Frédéric Chopins Susarasa. Conte speelde ook percussie op de publicaties We Live Here (1995) en From This Place (2020) van de Pat Metheny Group en op de eerste twee albums Dig (1993) en Scenery and Fish (1996) van I Mother Earth.
Conte toerde als onderdeel van James Taylors Band of Legends. Hij speelde ook samen met beroemde muzikanten als Alex Acuña, Jaguares, Larry Klimas en David Garfield, beide als orkestleider en sideman.
Luis Conte maakte deel uit van de 'Dance into the Light' toer van Phil Collins uit 1997 en de 'First Farewell' toer uit 2004, trad op in beide Afro-Cubaanse percussies en voegde meer diepte toe aan de concertnummers. Hij trad ook op tijdens The Phil Collins Big Band-toers in 1996 en 1998 en opnieuw tijdens de Phil Collins Not Dead Yet-toers in 2017/2018.
In 1999 werkte Conte mee aan het project Maná MTV Unplugged.
In 2009 werkte hij samen met Sergio Vallín aan zijn album Bendito Entre Las Mujeres.

## Discografie

### Als leader/co-leader
- 1987: La Cocina Caliente (Denon)
- 1989: Black Forest (Denon)
- 1995: The Road (Weber Works)
- 2000: Cuban Dreams (Unitone Recording)
- 2011: En Casa De Luis (BFM Jazz)

### Als sideman
Met Peter Allen
- 1990: Making Every Moment Count (RCA Records)

Met Anastacia
- 2000: Not That Kind (Epic Records)

Met Angelica
- 1997: Angelica (Arista Records)

Met Paul Anka
- 2005: Rock Swings (Verve)

Met Patti Austin
- 2001: On the Way to Love (Warner Bros. Records)
- 2011: Sound Advice (Shanachie Records)

Met George Benson
- 2000: Absolute Benson (Verve)

Met Michelle Branch
- 2003: Hotel Paper (Maverick Records)

Met Jackson Browne
- 1993: I'm Alive (Elektra Records)
- 1996: Looking East (Elektra Records)
- 2002: The Naked Ride Home (Elektra Records)
- 2014: Standing in the Breach (Inside Recordings)

Met George Cables
- 2001: Shared Secrets (MuseFX)

Met Glen Campbell
- 2008: Meet Glen Campbell (Capitol Records)

Met Belinda Carlisle
- 1989: Runaway Horses (MCA Records)
- 1991: Live Your Life Be Free (MCA Records)

Met Steven Curtis Chapman
- 2003: All About Love (Sparrow Records)

Met Cher
- 1991: Love Hurts (Geffen)

Met Toni Childs
- 1991: House of Hope (A&M Records)

Met Joe Cocker
- 1997: Across from Midnight (CMC International)

Met Natalie Cole
- 1989: Good to Be Back (Elektra Records)
- 1993: Take a Look (Elektra Records)

Met Rita Coolidge
- 1995: Behind the Memories (Pony Canyon Records)

Met David Crosby
- 1993: Thousand Roads (Atlantic Records)

Met Gavin DeGraw
- 2008: Gavin DeGraw (J Records)

Met Céline Dion
- 1996: Falling into You (Columbia Records)
- 2002: A New Day Has Come (Columbia Records)
- 2003: One Heart (Columbia Records)

Met Lara Fabian
- 1999: Lara Fabian (Columbia Records)

Met John Fogerty
- 1997: Blue Moon Swamp (Warner Bros. Records)

Met Aretha Franklin
- 2008: This Christmas, Aretha (DMI Records)

Met Nelly Furtado
- 2006: Loose (Interscope Records)

Met Charlotte Gainsbourg
- 2009: IRM (Elektra Records)

Met Josh Groban
- 2013: All That Echoes (Reprise Records)
- 2018: Bridges (Reprise Records)

Met Thelma Houston
- 1990: Throw You Down (Reprise Records)
- 2007: A Woman's Touch (Shout Factory)

Met Al Jarreau
- 2000: Tomorrow Today (GRP)
- 2004: Accentuate the Positive (GRP Records)

Met Jewel
- 1998: Spirit (Atlantic Records)
- 2006: Goodbye Alice in Wonderland (Atlantic Records)

Met Elton John
- 1993: Duets (Rocket)

Met Gregg Karukas
- 1991: Sound Of Emotion (Positive Music Records)
- 1994: Summerhouse (101 South Records)
- 1995: You'll Know It's Me (Fahreheit Records)
- 1998: Blue Touch (i.e. music)
- 2000: Nightshift (N-Coded Music)
- 2002: Heatwave (N-Coded Music)
- 2009: GK (Trippin 'N' Rhythm Records)

Met Chaka Khan
- 2007: Funk This (Burgundy Records)

Met Patti LaBelle
- 2007: Miss Patti's Christmas (Def Soul Classics)

Met Julian Lennon
- 1989: Mr. Jordan (Virgin Records)

Met Kenny Loggins
- 1988: Back to Avalon (Columbia Records)
- 1991: Leap of Faith (Columbia Records)

Met Madonna
- 1989: Like a Prayer (Warner Bros. Records)

Met Ziggy Marley
- 2003: Dragonfly (Private Music)
- 2006: Love Is My Religion (Tuff Gong Worldwide)

Met Richard Marx
- 1994: Paid Vacation (Capitol Records)

Met Christine McVie
- 2004: In the Meantime (Sanctuary Records)

Met Bette Midler
- 2014: It's the Girls! (Warner Bros. Records)

Met Kylie Minogue
- 1990: Rhythm of Love (Mushroom Records)

Met Michael Nesmith
- 1992: Tropical Campfires (Pacific Art Corporation)
- 2005: Rays (Pacific Arts Corporation)

Met Jennifer Paige
- 1998: Jennifer Paige (Hollywood Records)

Met Bonnie Raitt
- 2012: Slipstream (Redwing Records)

Met Emily Remler
- 1990: This Is Me (Justice Records)

Met LeAnn Rimes
- 2002: Twisted Angel (Curb Records)

Met Linda Ronstadt
- 1992: Frenesí (Elektra Records)

Met Brenda Russell
- 1990: Kiss Me with the Wind (A&M Records)
- 1993: Soul Talkin' (EMI)
- 2004: Between the Sun and the Moon (Dome Records)

Met Boz Scaggs
- 1996: Fade Into Light (MVP Japan)

Met Selena
- 1995: Dreaming of You (EMI)

Met Shakira
- 2005: Fijación Oral, Vol. 1 (Epic Records)
- 2005: Oral Fixation, Vol. 2 (Epic Records)

Met Vonda Shepard
- 1989: Vonda Shepard (Reprise Records)

Met Lisa Stansfield
- 1997: Lisa Stansfield (Arista Records)

Met Rod Stewart
- 1991: Vagabond Heart (Warner Bros. Records)

Met Barbra Streisand
- 2016: Encore: Movie Partners Sing Broadway (Columbia Records)

Met James Taylor
- 2002: October Roads (Columbia Records)
- 2004: A Christmas Album (Hallmark Cards)
- 2006: James Taylor at Christmas (Columbia Records)
- 2008: Covers (Hear Music)
- 2009: Other Covers (Hear Music)
- 2015: Before This World (Concord Records)
- 2020: American Standard (Fantasy Records)

Met Terence Trent D'Arby
- 1995: Vibrator (Columbia Records)

Met Julieta Venegas
- 2000: Bueninvento (RCA International)

Met Roger Waters
- 1992: Amused to Death (Columbia Records)

Met Tony Joe White
- 1995: Lake Placid Blues (Remark Records)
- 1998: One Hot July (Mercury Records)

Met Deniece Williams
- 1989: Special Love (MCA Records)

Met Paul Young
- 1993: The Crossing (Columbia Records)

Met Warren Zevon
- 2003: The Wind (Artemis Records)